# The Fragile Art of Existence
The Fragile Art of Existence es el único álbum de la banda Control Denied publicado el 30 de noviembre de 1999 por Nuclear Blast Records. Este disco fue reeditado por Metal Mind Productions en 2008 y por Relapse Records en 2010.
A pesar de la fama de Chuck Schuldiner como vocalista, Chuck no hizo las voces en este álbum, limitándose a ser solo el guitarrista y compositor de la banda. En su lugar, se contrató al vocalista llamado Tim Aymar, el cual ya tenía experiencia en bandas de power metal.
En la versión de lujo del álbum hay canciones las cuales eran demos con Chuck cantando y se remasterizaron. Esta sería una de las últimas grabaciones de Chuck Schuldiner, ya que luego moriría en 2001, pausando indefinidamente la grabación y lanzamiento del próximo álbum de Control Denied, When Man and Machine Collide.

## Lista de canciones
Todas las canciones escritas por Chuck Schuldiner.
| N.º   | Título                          | Duración |  |
| 1.    | «Consumed»                      | 07:24    |  |
| 2.    | «Breaking the Broken»           | 05:41    |  |
| 3.    | «Expect the Unexpected»         | 07:18    |  |
| 4.    | «What if...?»                   | 04:30    |  |
| 5.    | «When the Link Becomes Missing» | 05:17    |  |
| 6.    | «Believe»                       | 06:10    |  |
| 7.    | «Cut Down»                      | 04:50    |  |
| 8.    | «The Fragile Art of Existence»  | 09:38    |  |
| 50:48 |                                 |          |  |

## Miembros
- Tim Aymar - Voz
- Chuck Schuldiner - Guitarra
- Shannon Hamm - Guitarra
- Steve DiGiorgio - Bajo
- Richard Christy - Batería